# Karin Fjällbäck-Holmgren
Karin Helena Fjällbäck-Holmgren, född 31 juli 1881 i Stockholm, död 22 april 1963 i Stockholm, var en svensk politiker. Hon var från 1906 gift med Nils Holmgren och mor till Pia Hård af Segerstad.
Efter studentexamen 1899 studerade Fjällbäck vid Stockholms högskola och i Uppsala. Hon var sekreterare och vice ordförande i styrelsen för Föreningen för kvinnans politiska rösträtt i Stockholm 1911–1920, ledamot av styrelsen för föreningen Frisinnade kvinnor 1915–1923 och ledamot av Stockholms frisinnade valmanförenings centralstyrelses arbetsutskott 1917–1923. 
Fjällbäck var ledamot av styrelsen och föreståndare för Centralförbundet för Socialt Arbete 1918–1930, tillhörde Stockholms stadsfullmäktige 1919–1923, var ledamot av Frisinnade landsföreningens verkställande utskott 1920–1923, av Sveriges liberala partis förtroenderåd 1923 och dess verkställande utskott 1925–1928. Hon var ledamot av Stockholms folkskoledirektion 1924, ordförande för Stockholms stads yrkesskola för hattmodister 1922–1937, vice ordförande i Stockholms stads barnavårdsnämnd 1931–1937, ledamot av styrelsen för Fredrika Bremer-förbundet 1930–1941, styrelsen för Socialinstitutet 1920–1945 (vice ordförande 1938), i statens sinnessjuknämnd 1930–1951, av sällskapet Nya Iduns nämnd 1930–1938. Hon tilldelades Illis Quorum av femte storleken 1930 och av åttonde storleken 1951.